# Sara Coleridge
Sara Coleridge (ur. 23 grudnia 1802, zm. 3 maja 1852 w Londynie) – angielska pisarka, poetka i tłumaczka. Była trzecim dzieckiem i jedyną córką romantycznego poety Samuela Taylora Coleridge'a i jego żony Sarah Fricker. Pisała między innymi edukacyjne wiersze dla dzieci. Wydała też dzieła zebrane swojego ojca.